# Roscoea ngainoi
Roscoea ngainoi är en enhjärtbladig växtart som beskrevs av A.A.Mao och Bhaumik. Roscoea ngainoi ingår i släktet Roscoea och familjen Zingiberaceae. Inga underarter finns listade i Catalogue of Life.